# Unió del Rajasthan
La Unió del Rajasthan o Estats Units del Rajasthan fou una entitat administrativa de l'Índia independent formada el 25 de març de 1948 amb diversos estats de Rajputana: Banswara, Bundi, Dungarpur, Jhalawar, Kishangarh, Pratapgarh, Shahpura, Tonk i Kotah). Mewar (Udaipur) va demanar el seu ingrés a la unió el dia 28 de març i li fou acceptada. La unió va existir uns anys, fins al 30 de març de 1949 quan hi van ingressar els grans estats de Rajputana.